# Постников, Сергей Порфирьевич
Сергей Порфирьевич Постников (13 июля 1883, Архангельск, Архангельская губерния, Российская империя — 29 января 1965, Прага, ЧССР) — русский и чехословацкий библиограф, библиофил, журналист, историк и литературовед.

## Биография
Родился 13 июля 1883 г. в Архангельске в семье преподавателя. Окончил Архангельскую духовную семинарию (1903), Московский коммерческий институт (1915).
Эсер с 1906. Член Всероссийского учредительного собрания от Воронежского избирательного округа. Основатель, член редакции и секретарь журнала «Заветы» (1912—1914), секретарь и член редакции газеты «Дело народа» (1917—1918), председатель литературного совета издательства «Колос».
В 1921 г. эмигрировал в Германию и поселился в Берлине, затем переехал в Чехословакию. Один из основателей Русского исторического архива в Праге, член уго ученой комиссии и заведующий библиотекой. В качестве журналиста вёл литературный отдел в газете «Голос России». В 1945 г. был арестован органами НКВД в Праге, вывезен в СССР и осуждён на 5 лет лагерей за бывшую принадлежность к бывшей партии социал-революционеров. В 1950 г. после заключения выслан как инвалид в г. Никополь, Днепропетровская обл., к сестре, жил в большой нужде, работал швейцаром в столовой. В 1960 г. получил разрешение вернуться в Чехословакию, где прожил ещё 5 лет.
Скончался в Праге. Похоронен на русской части Ольшанского кладбища.
Реабилитирован в 1989 г.

## Научные работы
Основные научные работы посвящены библиографоведению. Автор ряда научных работ. В качестве библиофила собрал 100.000 наименований журналов и книг.
Главной научной работой С. П. Постникова стал капитальный труд «Политика, идеология, быт и учёные труды Русской эмиграции», представляющий собой библиографию работ русского зарубежья — 3775 названий книг, брошюр, изданных на русском и иностранных языках за рубежом в период с 1918 по 1945 гг. Работа впервые увидела свет в 1993 г.